# 左万军
左万军（1963年—），四川青川人，汉族，中华人民共和国政治人物、第十二届全国人民代表大会四川地区代表。
毕业于深圳大学工商企业管理专业。加入中国共产党。担任四川青川县川珍实业公司董事长。2008年起担任全国人大代表。2013年，担任全国人大代表。